# Морозовка (Куйбышевский район)
Морозовка — деревня в Куйбышевском районе Новосибирской области. Входит в состав Октябрьского сельсовета.

## География
Площадь деревни — 25 гектаров.

## Население
| 2002 | 2007 | 2010 |
| ---- | ---- | ---- |
| 58   | ↘49  | ↘35  |

## Инфраструктура
В деревне по данным на 2007 год отсутствует социальная инфраструктура.